# Norrköpings Bomullsväfveri

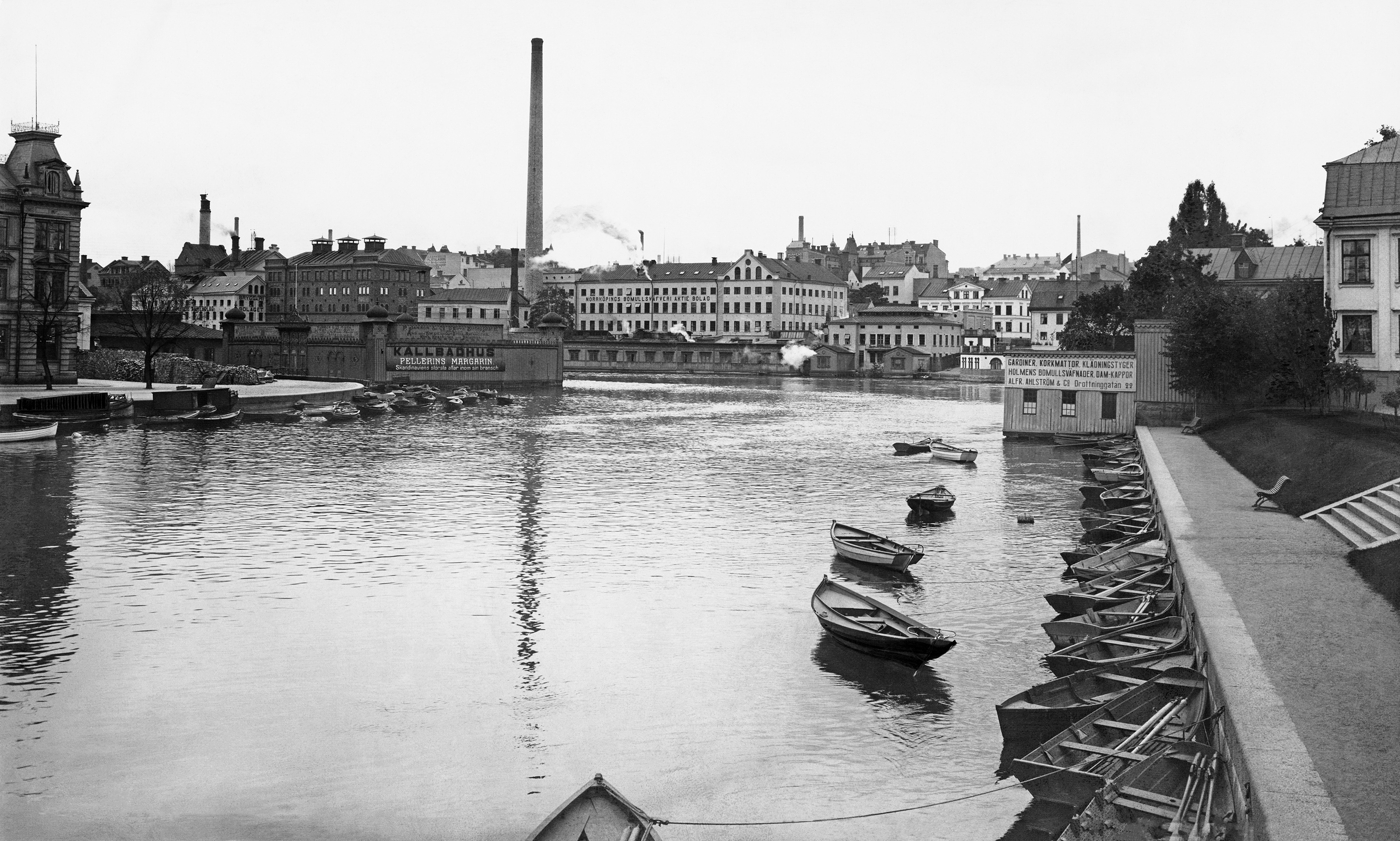
Motala ström vid Refvens grund med Norrköpings Bomullsväfveri, 1906. Till vänster syns Kallbadhuset och till höger syns Gamla varmbadhuset.

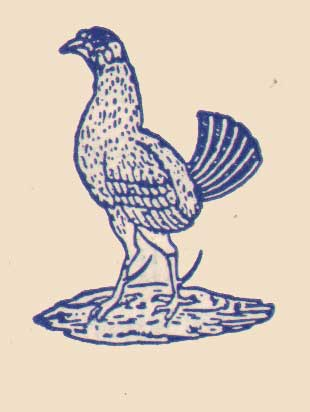
Varumärket "Tuppen"

Norrköpings Bomullsväfveri AB, med varumärket Tuppen, var en textilindustri i Norrköping som grundades 1852 och utvecklades till ett av landets ledande i branschen. Företaget verkade fram till 1961, då det uppgick i Gamlestadens Fabrikers AB.

## Historik
Bolaget grundades den 13 oktober 1852 och till disponent utsågs en av grundarna, fabrikören Otto Engelke. Som fabrikschef fungerade Charles Hill, ytterligare en av grundarna, som rekryterats från Rydboholm. Fabriken startade med ett 70-tal vävstolar och redan efter två år hade antalet stigit till 247. Man satsade bland annat på enfärgade mollskinn av bomullsvävnad. Vid sekelskiftet 1900 var Tuppen Norrköpings största industri.
Under 88 år hade företaget endast tre disponenter. Otto Engelke efterträddes vid sin avgång 1902 av brorsonen Daniel Engelke, som vid sin död 1930 lämnade över ledningen till Karl W. Hansson. Denne avled 1945. 1944 fusionerades Norrköpings Bomullsväfveri AB med den redan 1642 grundade ylleindustrin Drags AB i Norrköping.
Vid Gryts låg spinneriet och vävsalarna. Den färdiga väven transporterades till fabriken på Garvaregatan för behandling och beredning, exempelvis blekning, färgning och tryckning. Här utfördes också stampning av de färdiga vävnaderna i ett bettlingsverk, vilket tillgick så att väven bankades med stora träklubbor.
Tuppens fabriksbyggnader vid Gryts har fått annan användning, medan fabriksfastigheten vid Garvaregatan 1965 såldes till Skånska Cement, som fyra år senare rev fabriken för att ge plats åt ny bostadsbebyggelse.

## Fabriksmärket
Det på sin tid mycket välkända varumärket Tuppen lär ha kommit till då bolagets ledande män besökte England för att köpa maskiner och där beskådade en tuppfäktning. Tupparna ansågs ha den stridsanda och seghet som fordrades av ett nystartat företag. Det är den engelska stridstuppen utan kam och stjärt, men med långa sporrar, som blivit fabriksmärke och symbol för företaget.
Tuppenkvalitet är Toppkvalitet och Gör som tusentals unga fruar före Er - bygg upp Ert linneförråd med Tuppens väv var två av de slogans som bolagets reklamavdelning spred över landet.